# شهرستان جهرم
شهرستان جهرم یکی از شهرستان‌های استان فارس ایران است. مرکز این شهرستان، شهر جهرم است. 
شهرستان جهرم با وسعت ۳٬۹۲۶ کیلومتر مربع حدود ۳٫۲ درصد کل مساحت استان فارس را به خود اختصاص داده‌است. جهرم در جنوب استان فارس واقع شده که از شمال به خفر، از مشرق به زرین دشت و فسا، از جنوب به لارستان و قیر و کارزین و از مغرب هم به شهرستان فیروزآباد محدود است. شهرستان جهرم، شامل سه بخش مرکزی، سیمکان و کردیان است. نقاط شهری این شهرستان، شامل سه شهر جهرم، قطب‌آباد و دوزه می‌باشد. جهرم پرجمعیت‌ترین شهر نیمهٔ جنوبی استان فارس، دومین شهر بزرگ و سومین شهر پرجمعیت می باشد..
آب و هوای جهرم، گرم و خشک و میانگین میزان بارندگی آن، حدود ۲۸۵ میلی‌متر در سال می‌باشد. میانگین دمای این شهر حدود ۲۰ درجهٔ سانتی گراد است. بیشینهٔ دما در تابستان به ۴۵ درجه و کمینهٔ دما در زمستان به ۵- درجه سانتی‌گراد می‌رسد. ارتفاع متوسط جهرم، حدود ۱۰۵۰ متر از سطح دریاست. بیشتر اهالی جهرم شیعه و فارسی‌زبان می‌باشند.
جهرم از شهرها و مناطق تاریخی ایران است. بانی و سازندهٔ شهر جهرم اردشیر یکم پسر خشایارشا پنجمین پادشاه هخامنشی عنوان شده‌است. فردوسی در شاهنامه، در موارد متعددی به خصوص در داستان‌های مربوط به اردشیر بابکان، از جهرم نام برده‌است.  شهر جهرم از اهمیت ویژه ای برخوردار بوده است به طوری که در زمان ساسانیان این شهر منطقه شاهزاده نشین بوده که این شاهزادگان ساسانی در محله کوشکک امروزی ساکن بوداند که وجه تسمیه کوشکک برگرفته از قصر کوچک است که در مرکز این محله بوده که بر اساس شاهنامه فردوسی فرخزاد خسرو پسر خسرو پرویز پس از مرگ آزرمیدخت یا به گزارش طبری پس از مرگ خسرو پسر مهر گشنسب به مدت 1ماه شهریاری با نوشیدن می آمیخته به زهر از دست یک بنده ی دربار از پای در امد. آثار باستانی و جاذبه‌های گردشگری فراوانی در جهرم وجود دارند. آتشکده جهرم، بازار جهرم، مسجد جامع، مدرسه خان و غار سنگ‌تراشان از شناخته‌شده‌ترین آثار تاریخی جهرم هستند.
جهرم با داشتن چندین دانشگاه، بیمارستان و مرکز پزشکی یکی از قطب‌های دانشگاهی و پزشکی جنوب کشور است. جهرم دارای دو شهرک صنعتی، منطقهٔ ویژهٔ اقتصادی، و نیروگاه سیکل ترکیبی است. .
اقتصاد جهرم برپایه کشاورزی و صنعت استوار است و مهم‌ترین فراورده‌های کشاورزی آن خرما و مرکبات است. جهرم با تولید بیش از یک میلیون تن محصولات باغی در سال، ۲/۱ درصد از خرما و ۶ درصد از مرکبات جهان را تولیدمی‌کند.

## جمعیت
جمعیت این شهرستان بر پایه برآورد رسمی سال ۱۳۹۵ مرکز آمار ایران برابر با ۲۲۸٬۵۳۲ تن بوده‌است که با جداشدن شهرستان خفر از این شهرستان جمعیت آن به ۱۸۶،۲۶۹ تن کاهش یافته است.

## نام
دربارهٔ وجه تسمیه جهرم سه نظریه وجود دارد:
- به استناد نام جهرم در کارنامه اردشیر بابکان که به خط پهلوی «زرهم» نوشته شده‌است، بعضی جهرم را به معنای «خانه سبز» یا «جایگاه سبز» دانسته‌اند.[۲۱]
- بنا به نظر احمد کسروی در نام‌هایی مثل جهرم و سمیرم پسوند «رم» به معنی جا و مکان است. «جه» و «سم» هم تغییر شکل یافته «گه» و «زم» هستند که به معنی گرم و سرد هستند؛ بنابراین جهرم یعنی «جای گرم».
- جهرم مرکب از «جا» و «هروم» است که «جا» به معنی «مکان» و «هروم» در زبان اوستایی به معنی «دژ بلند و محروسه» است که خود جداگانه بدین صورت نام دیگر شهر برزه (تخت سلیمان فعلی) در آذربایجان، در نزدیکی شهر مراغه است. در سایت تحقیقاتی لیبر در باب تاریخچهً شهر جهرم چنین آمده‌است:

«بنای شهر جهرم را به همای دخت بهمن فرزند اسفندیار نسبت می‌دهند. به روایت مورخان، بنای این شهر به سده سوم قبل از میلاد مسیح می‌رسد و این شهر توسط اردشیر یکم، پنجمین پادشاه هخامنشی، بنا شده‌است.»

## جغرافیا
شهرستان جهرم در جنوب استان فارس واقع شده‌است و ۳٬۹۲۶ کیلومتر مربع وسعت دارد. این شهرستان از شمال به شهرستان خفر، از شرق به فسا و زرین‌دشت، از جنوب به جویم، از مغرب به فیروزآباد و قیر و کارزین محدود شده و در عرض جغرافیایی ۲۸ درجه و ۱۹ دقیقه تا ۲۹ درجه و ۱۰ دقیقه شمالی و طول جغرافیایی ۵۲ درجه و ۴۵ دقیقه تا ۵۴ درجه و ۴ دقیقه شرقی قرار گرفته‌است.
چهره طبیعی این شهرستان کاملاً کوهستانی و مرتفع می‌باشد. حدود یک پنجم وسعت شهرستان جهرم دشت و چهار پنجم بقیه ارتفاعات است. این ارتفاعات بخشی از چین خوردگی زاگرس بوده و جهت اغلب کوه‌ها به تبعیت از سلسله کوه‌های زاگرس جنوبی قرار گرفته و شاخه‌هایی از آن این شهرستان را محصور کرده‌است.
ارتفاع متوسط مرکز این شهرستان حدود ۱۰۵۰ متر و بلندترین نقطه آن قله سفیدار بین شهرستان خفر و بخش سیمکان حدود ۳۱۷۰ متر و پست‌ترین نقطه آن حدود ۸۵۰ متر در بخش سیمکان از سطح دریا ارتفاع دارد. رودخانه‌های قره‌آغاج، شور و سیمکان از رودخانه‌های جهرم هستند.

## تقسیمات کشوری
شهرستان جهرم دارای ۳ بخش، ۷ دهستان و ۳ شهر به شرح زیر است:
| بخش    | مرکز بخش | جمعیت بخش ۱۳۹۵ | نام دهستان  | مرکز دهستان | جمعیت دهستان ۱۳۹۵ | شهر     | جمعیت شهر ۱۳۹۵ |
| ------ | -------- | -------------- | ----------- | ----------- | ----------------- | ------- | -------------- |
| مرکزی  | جهرم     | ۱۵۲٬۹۵۳ نفر    | جلگاه       | جهرم        | ۹٬۲۵۷ نفر         | جهرم    | ۱۴۱٬۶۳۴ نفر    |
| مرکزی  | جهرم     | ۱۵۲٬۹۵۳ نفر    | کوهک        | خرم‌آباد     | ۲٬۰۶۲ نفر         | جهرم    | ۱۴۱٬۶۳۴ نفر    |
| سیمکان | دوزه     | ۱۷٬۵۶۰ نفر     | پل به بالا  | آرجویه      | ۶٬۰۳۳ نفر         | دوزه    | ۱٬۳۴۸ نفر      |
| سیمکان | دوزه     | ۱۷٬۵۶۰ نفر     | پشت پر      | جرمشت بالا  | ۵٬۱۳۵ نفر         | دوزه    | ۱٬۳۴۸ نفر      |
| سیمکان | دوزه     | ۱۷٬۵۶۰ نفر     | پل به پایین | شاغون       | ۵٬۰۴۴ نفر         | دوزه    | ۱٬۳۴۸ نفر      |
| کردیان | قطب‌آباد  | ۱۴٬۸۵۱ نفر     | قطب‌آباد     | قطب‌آباد     | ۷٬۴۷۶ نفر         | قطب‌آباد | ۱٬۵۶۲ نفر      |
| کردیان | قطب‌آباد  | ۱۴٬۸۵۱ نفر     | موسویه      | موسویه      | ۵٬۸۱۳ نفر         | قطب‌آباد | ۱٬۵۶۲ نفر      |

### پرجمعیت‌ترین روستاها
| ردیف | نام        | جمعیت (۱۳۹۵) | دهستان      | بخش    |
| ۱    | موسویه     | 3218         | موسویه      | کردیان |
| ۲    | علویه      | 2208         | موسویه      | کردیان |
| ۳    | ارجویه     | 1741         | پل به بالا  | سیمکان |
| ۴    | بهجان      | 1619         | پشت پر      | سیمکان |
| ۵    | کوشک سرتنگ | 948          | پل به بالا  | سیمکان |
| ۶    | صادق‌آباد   | 859          | جلگاه       | مرکزی  |
| ۷    | شاغون      | 798          | پل به پایین | سیمکان |
| ۸    | کراده      | 791          | پل به بالا  | سیمکان |
| ۹    | مزکان      | 781          | پل به بالا  | سیمکان |
| ۱۰   | کناردان    | 762          | جلگاه       | مرکزی  |

## مردم

### جمعیت
شهرستان جهرم در سرشماری نفوس و مسکن سال ۱۳۹۵ جمعیتی برابر با ۲۲۸٬۵۳۲ نفر داشت که در سال ۱۳۹۸ با جدا شدن بخش خفر این شهرستان و تأسیس شهرستان خفر به مرکزیت باب‌انار، این رقم به ۱۸۶٬۲۶۹ نفر کاهش یافت. بر اساس همین سرشماری، شهر جهرم ۱۴۱٬۶۳۴ نفر جمعیت دارد.

### نژاد و زبان
اکثریت مردم شهرستان جهرم فارسی زبان هستند ‌‌وبه لهجه جهرمی که نزدیک به لهجه شیرازی می‌باشد صحبت میکنند.

## دانشگاه‌ها
1. دانشگاه جهرم
2. دانشگاه علوم پزشکی جهرم
3. دانشگاه آزاد اسلامی واحد جهرم
4. دانشگاه پیام نور مرکز جهرم
5. مؤسسه آموزش عالی غیرانتفاعی اندیشه
6. مرکز آموزش علمی کاربردی جهاد کشاورزی فارس
7. دانشگاه پیام نور واحد قطب‌آباد
8. دانشگاه پیام نور واحد سیمکان

## صنایع و معادن

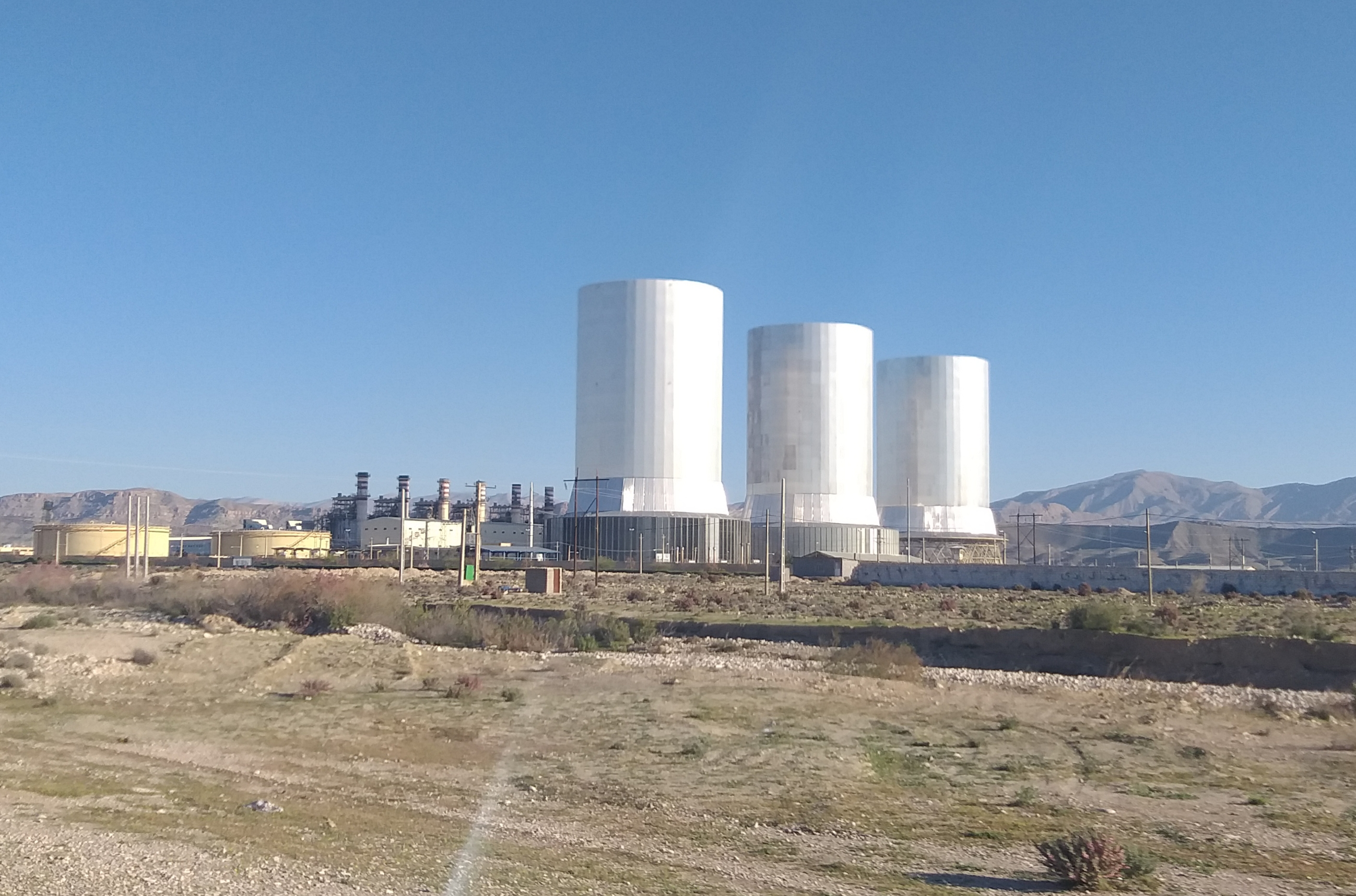
نیروگاه سیکل ترکیبی جهرم

صنایع و کارخانه‌های موجود در این شهرستان بیش‌تر در ارتباط با محصولات کشاورزی راه اندازی شده‌است. کارخانه‌های مربوط به صنایع غذایی و کارخانه‌های تهیه مصالح ساختمانی مهم‌ترین کارخانه‌های این شهرستان را تشکیل می‌دهند. یکی از بزرگ‌ترین کارخانه‌های آرد خاورمیانه و سیلوهای گندم کشور در این شهر قرار دارد.

### زیرساخت‌های مهم
- منطقه ویژه اقتصادی جهرم: این منطقه در جاده جهرم-شیراز و در فاصله حدود ۳۵ کیلومتر از جهرم واقع شده‌است. عملیات اجرایی منطقه ویژه اقتصادی جهرم که به عنوان نخستین منطقه ویژه استان فارس بعد از شیراز است، در دی ماه ۱۳۹۰ با حضور معاون وزیر صنعت، معدن و تجارت آغاز شد. طراحی منطقه ویژه جهرم در دو فاز به انجام رسیده‌است که فاز اول آن حدود ۷۳ هکتار و فاز دوم آن حدود ۲۶۷ هکتار و در کل حدود ۳۴۰ هکتار وسعت دارد.[۲۳][۲۴]
- گمرک جهرم: این گمرک در سال ۱۳۹۵ آغاز به کار کرد و امروزه بیشتر در صادرات خرما و مرکبات به کشورهای همسایه فعال است.[۲۵][۲۶] علاوه بر گمرک جهرم که در شهر استقرار دارد، گمرک منطقه ویژه اقتصادی جهرم نیز در منطقه ویژه اقتصادی جهرم فعال است که بیشتر در واردات اقلام فعالیت می‌کند.[۲۷]
- بندر خشک جهرم: این بندر (دهکده لجستیک) در محدوده فاز ۲ منطقه ویژه اقتصادی جهرم به عنوان بندر پشتیبان بنادر دریایی کشور و کانون توزیع بار درحال راه‌اندازی است.[۱۳]
- پتروشیمی جهرم این پتروشیمی جزئی از مسیر خط لوله اتیلن مرکز بوده و در زمینی به مساحت ۳۰۰ هکتار در مجاورت منطقه ویژه اقتصادی جهرم در فاصله حدود ۳۵ کیلومتر از جهرم واقع شده‌است. این پتروشیمی، پلی‌اتیلن سبک خطی و سنگین با ظرفیت اسمی ۳۰۰ هزار تن در سال تولید خواهد کرد.[۲۸]
- شهرک صنعتی جهرم: این شهرک صنعتی با مساحت ۴۰ هکتار در ۶ کیلومتری شهر جهرم واقع شده‌است و دارای ۲۴ واحد فعال و ۲۱ واحد در حال ساخت است.[۱۸][۲۹]
- ناحیه صنعتی کوثر جهرم: این ناحیه صنعتی با مساحت ۶۷ هکتار در ۲۰ کیلومتری شهر جهرم واقع شده‌است و دارای ۱۱ واحد فعال و ۱۰ واحد در حال ساخت است.[۱۸]
- نیروگاه سیکل ترکیبی جهرم: این نیروگاه در زمینی به مساحت ۱۰۰ هکتار و با ظرفیت ۱۴۴۰ مگاوات در کیلومتر ۲۰ جادهٔ جهرم شیراز واقع شده‌است. این نیروگاه شامل ۶ واحد گازی ۱۵۹ مگاواتی و ۳ واحد بخار ۱۶۰ مگاواتی است.[۳۰]
- مرکز لجستیک جهرم: در ۱۲ دی ماه ۱۴۰۲ ، مرکز لجستیک در منطقه ویژه اقتصادی جهرم ایجاد شد

## کشاورزی و دامداری
کشاورزی و باغ‌داری در این شهرستان به صورت سنتی و نیمه صنعتی است اما به علت موقعیت خاص جغرافیایی، باغ‌داری پایه اصلی اقتصاد این شهرستان را تشکیل می‌دهد. در این میان، باغ‌های مرکبات و خرما از اهمیت فوق‌العاده‌ای برخوردار است. انواع مرکبات، خرما (خرمای شاهانی این شهر شهرت جهانی دارد)، گندم، جو، برنج، بنشن، تره بار از مهم‌ترین محصولات جهرم است. دامداری در این شهرستان بیشتر بر روش سنتی صورت می‌گیرد، اما در اطراف شهر جهرم دامداری‌های مدرن جهت پرورش گاوهای نژاد اصیل یا الشتین اختصاص دارد. دام و فرآورده‌های دامی از تولیدات این بخش به‌شمار می‌آیند.

## صنایع دستی
مهم‌ترین صنعت دستی این شهرستان قالی‌بافی است به‌طوری‌که یکی از ارکان مهم رشد اقتصاد شهرستان جهرم را تشکیل داده و هر ساله نیمی از این محصولات را که شامل قالی، جاجیم و گلیم است به شهرهای دور و نزدیک صادر می‌شود. زیربنای اقتصادی شهرستان جهرم را کشاورزی، باغ‌داری، دام‌داری و قالی بافی تشکیل می‌دهد. طبعاً بازرگانی نیز در همین سمت و سو حرکت می‌کند و مرکبات، خرما و تره بار، قالی، جاجیم، پنبه و بادام مهم‌ترین اقلام صادراتی جهرم را تشکیل می‌دهد. بخشی از این محصولات نیز به خارج از کشور صادر می‌شود.

## سرشناسان
- محمد جواد آذری جهرمی - وزیر ارتباطات و فن آوری اطلاعات در دولت دوم روحانی
- علی بهادری جهرمی - سخنگو و رئیس شورای اطلاع‌رسانی دولت و دبیر هیئت دولت
- سید محمد جهرمی - وزیر پیشین کار و امور اجتماعی
- علی محمد بشارتی جهرمی - وزیر پیشین کشور و نماینده جهرم در اولین دوره مجلس شورای اسلامی
- سید جمال الدین ارجمند - معاون پیشین وزیر ارتباطات و نماینده جهرم در هفتمین دوره مجلس شورای اسلامی
- محمدرضا رضایی کوچی - نماینده جهرم در مجلس شورای اسلامی و رئیس کمیسیون عمران مجلس

- حسین شب‌زنده‌دار جهرمی - مجتهد شیعه
- علی کریمی جهرمی - مجتهد شیعه

- مهدی شب‌زنده‌دار جهرمی - عضو فقهای شورای نگهبان
- گودرز افتخار جهرمی - عضو حقوقدان شورای نگهبان
- علی‌محمد خادمی - عضو مجمع جهانی اقتصاد، رئیس انجمن بین‌المللی حمل‌ونقل هوایی (یاتا) و مدیرعامل پیشین هواپیمایی ملی ایران
- مهرک نوش‌زاد - فرمانروای جهرم در روزگار اردشیر بابکان و پدر آذر آناهید، همسر شاپور یکم پادشاه ساسانی
- خاندان حکیم سلمان - از خاندان‌های پرنفوذ و هم‌چنین صاحب‌نام در پزشکی، شاعری و نویسندگی در دوران صفوی، زند و قاجار
- باربد - موسیقی‌دان، شاعر و خواننده دوران ساسانی
- میرزا نصیر جهرمی - دانشمند، پزشک و شاعر سده ۱۲
- حسین‌علی محرم جهرمی - شاعر و موسیقی‌دان دوران قاجار
- سید مرتضی طائر جهرمی - شاعر دوران قاجار
- علی تراب جهرمی - شاعر دوران قاجار
- رباب تمدن - شاعر و فعال سیاسی
- علی‌محمد حق‌شناس - زبان‌شناس، شاعر و مترجم
- محمدحسین تمدن جهرمی - اقتصاددان
- جلال طوفان - پژوهشگر و جهرم‌شناس

- احمد ضابطی جهرمی - پدر علم تدوین ایران و مستندساز
- صدرالدین زاهد - بازیگر، مترجم و کارگردان تئاتر|  | این مقاله به هیچ منبع و مرجعی استناد نمی‌کند. لطفاً با افزودن یادکرد به منابع قابل اعتماد برطبق اصول تأییدپذیری و شیوه‌نامهٔ ارجاع به منابع، به بهبود این مقاله کمک کنید. مطالب بدون منبع را می‌توان به چالش کشید و حذف کرد. یافتن منابع: "شهرستان جهرم" – اخبار · روزنامه‌ها · کتاب‌ها · آکادمیک · جی‌استور (چگونگی و زمان حذف پیام این الگو را بدانید) |

## سیاست

### نمایندگان مجلس
تاکنون از شهرستان جهرم ۲۲ دوره پیش از انقلاب و ۱۱ دوره پس از انقلاب نماینده به مجلس معرفی شده‌است. شهرستان جهرم تا دوره سوم پیش از انقلاب فاقد نماینده بوده و از از دوره سوم به بعد است که نمایندگان این شهر در مجلس حضور داشته‌اند. اسامی نمایندگان معرفی شده از جهرم در ۲۴ دوره پیش از انقلاب از قرار زیر است:
- دورهٔ اول: -
- دورهٔ دوم: -
- دورهٔ سوم: میرزا حسن‌خان مدحت‌السلطنه
- دورهٔ چهارم: لسان‌الملک سپهر
- دورهٔ پنجم: میرزا اسماعیل‌خان قشقایی
- دورهٔ ششم: علی زارع شیرازی
- دورهٔ هفتم: میرزا علی‌خان شهداد
- دورهٔ هشتم: میرزا اسماعیل‌خان قشقایی
- دورهٔ نهم: لطفعلی‌خان معدل
- دورهٔ دهم: لطفعلی‌خان معدل
- دورهٔ یازدهم: لطفعلی‌خان معدل
- دورهٔ دوازدهم: لطفعلی‌خان معدل
- دورهٔ سیزدهم: لطفعلی‌خان معدل
- دورهٔ چهاردهم: ابوالفضل حاذقی
- دورهٔ پانزدهم: ابوالفضل حاذقی
- دورهٔ شانزدهم: ابوالفضل حاذقی
- دورهٔ هفدهم: حسام‌الدین وکیل‌پور
- دورهٔ هجدهم: غلامحسین صارمی
- دورهٔ نوزدهم: غلامحسین صارمی
- دورهٔ بیستم: ابوالفضل حاذقی
- دورهٔ بیست و یکم: ابوالفضل حاذقی
- دورهٔ بیست و دوم: عبدالکریم جاماسبی
- دورهٔ بیست و سوم: جعفر پیمان
- دورهٔ بیست و چهارم: ایرج قادری

بعد از انقلاب اسلامی نیز جهرم در تمامی دوره‌ها دارای نمایندگانی به شرح زیر می‌باشد:
- دورهٔ اول: علی محمد بشارتی
- دورهٔ دوم: سید فخرالدین هاشمی
- دورهٔ سوم: سید فخرالدین هاشمی
- دورهٔ چهارم: محمدمهدی شجاعی‌فرد
- دورهٔ پنجم: محمدمهدی شجاعی‌فرد
- دورهٔ ششم: محمدعلی سعدایی
- دورهٔ هفتم: سید جمال الدین ارجمند
- دورهٔ هشتم: محمدرضا رضایی کوچی
- دورهٔ نهم: محمدرضا رضایی کوچی
- دورهٔ دهم: محمدرضا رضایی کوچی
- دورهٔ یازدهم: محمدرضا رضایی کوچی[۳۱]

### فرمانداری
فرمانداری جهرم در سال ۱۳۲۳ تأسیس شد. فرمانداری این شهرستان در سال ۱۳۹۲ به فرمانداری ویژه ارتقا یافت. فرمانداری ویژه بخش عمده‌ای از اختیارات استانداری را دارد و تشکیلاتی است که از فرمانداری گسترده‌تر، توانمندتر و بزرگتر ولی از استانداری کوچکتر و محدودتر است.